# ダーマル
ダーマル（英: Ad-Damir）はスーダンの都市である。ナイル川州の州都である。

## 地理
ナイル川の右岸（東側）に位置する。アトバラからは南に10km、首都ハルツームからは北東に250kmのところにある。

## 経済
ハルツームから北に向かってワジハルファ（エジプト国境近く）を結ぶ鉄道や舗装道路がある。舗装道路はアトバラで分岐してポートスーダン（スーダンにとって重要な港湾都市）に向かう。デーツ（ナツメヤシの果実）生産の中心地である。マンゴーやトマトの加工工場や缶詰工場がある。

## 交通

### 鉄道
スーダン鉄道の駅がある。